# 八剱神社 (岡崎市千万町町)

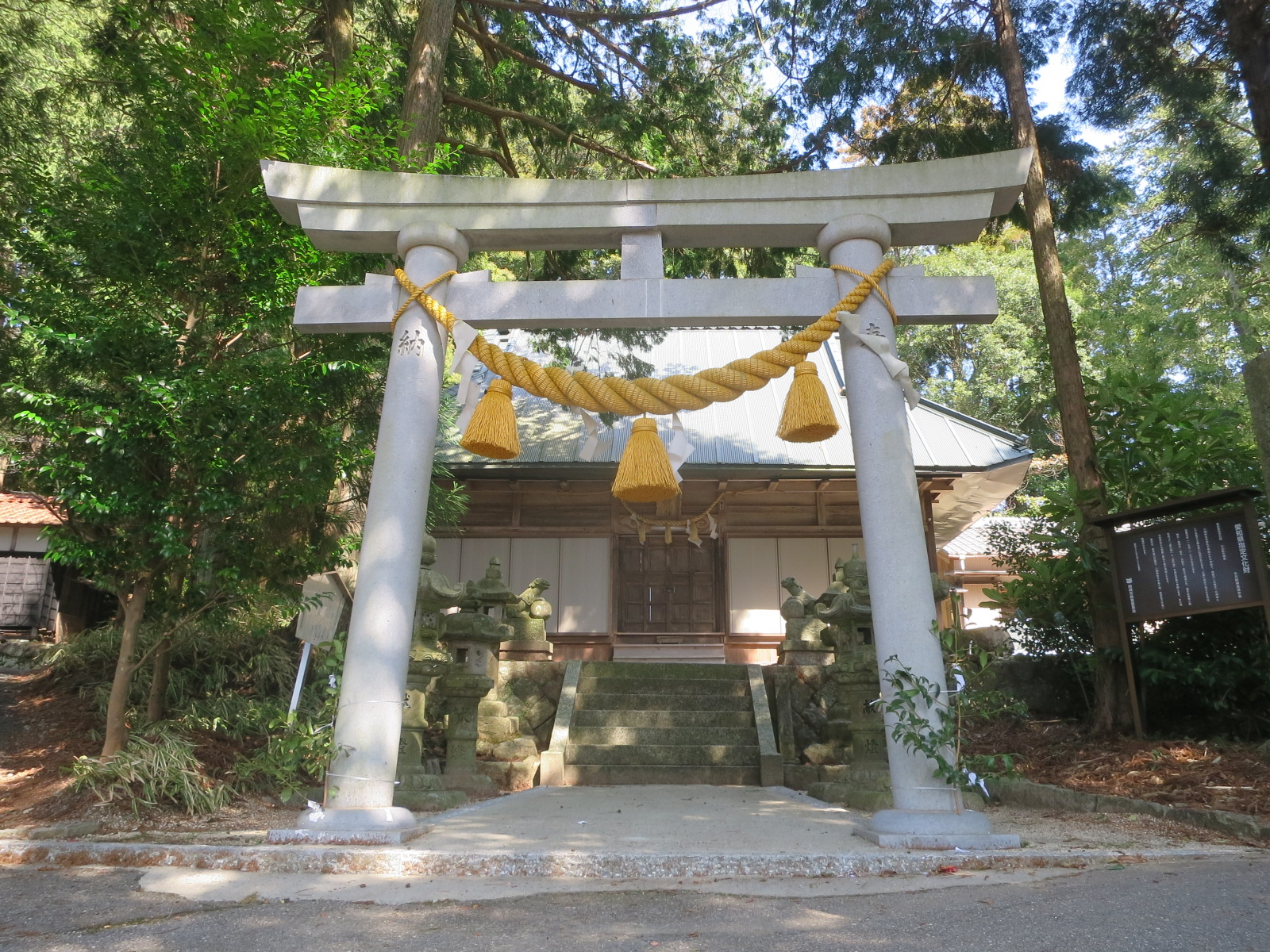
八剱神社の鳥居

八剱神社（やつるぎじんじゃ）は、愛知県岡崎市千万町町字宮西にある神社。

## 概要
文永3年（1266年）に藤原弘真が建てたと伝えられる。明治5年（1872年）10月に村社に列し、1919年（大正8年）、諏訪神社（祭神は建御名方命）を合併した。
本殿は、桁行3間、梁間1間、三間社流造、こけら葺きである。当社の覆屋には本殿のほかに6棟の社殿が祀られている。絵様などの様式から文化年間（1804年～1818年）頃に建てられたものと推定される。
拝殿は、桁行5間、梁間3間、入母屋造、茅葺き・トタン張りである。
2014年（平成26年）1月、鳥居が新しく建て替えられた。

## 千万町の神楽
4月16日に近い日曜日に春の大祭が行われる。この大祭で奉納される神楽は、1964年（昭和39年）3月23日、「千万町の神楽」という名称で愛知県無形民俗文化財に指定された。史料としては1751年（宝暦元年）の文書に、この年の祭礼に神楽を舞ったことが書かれている。
春の大祭の当日は、朝9時から神社境内の矢場で祭礼弓の参加者が弓射を始める。金的が上がる（的に当たる）まで、神輿渡御の出立はできないとされる。金的を上げた者は介添えを伴い拝殿にて金的奉納（祝的の儀）を行い、餅と酒一升を賜る。神事の後半で神楽が奉納される。千万町町神楽は県下で一番長く続く嫁獅子神楽と言われている。定刻とされる14時頃に送り囃子が演奏される中、町内の若宮社を目指して神輿渡御が行われる 。